# 2009 في تشاد
أحداث العام 2009 في  تشاد.

## في السلطة
- الرئيس : إدريس ديبي
- رئيس مجلس الوزراء : يوسف صالح عباس

شغل ديبي وعباس المنصب طوال العام بعد الانتخابات الرئاسية التشادية لعام 2006، والتي فاز فيها ديبي بأغلبية الأصوات.

## أحداث

### مايو
- 9 مايو - تشاد تعتقل 150 متمردا بالقرب من أم دام بعد أن عبرت الحدود الشرقية مع السودان. [1] كان هذا جزءا من النزاع بين تشاد والسودان.
- 15 مايو - اتهم السودان تشاد بشن قصفين جويين على أراضيه نفذتهما الحكومة التشادية لمهاجمة قواعد الجماعات التشادية المتمردة في السودان. [2] [3] [4]

### أكتوبر
- 9 أكتوبر - أعرب نشطاء عن مخاوفهم من الحكومة التشادية بشأن خط أنابيب النفط المدعوم من شركة البترول الوطنية الصينية (CNPC) بشأن مخاوف البيئة والنزوح البشري. [5]
- 15 أكتوبر - أعلنت منظمة الأغذية والزراعة للأمم المتحدة (الفاو ) عن وقوع كارثة إنسانية داخل البلاد مع استمرار تقلص بحيرة تشاد، مما زاد من ندرة المياه بالنسبة للعديد من السكان. [6]